# Krahle
Krahle (biał. Краглі, Krahli; ros. Крагли, Kragli) – wieś na Białorusi, w obwodzie brzeskim, w rejonie lachowickim, w sielsowiecie Nowosiółki.
Współcześnie w skład miejscowości wchodzi także dawny folwark Dębina, położony nad Wiedźmą.

## Historia
W XIX i w początkach XX w. położone były w Rosji, w guberni mińskiej, w powiecie nowogródzkim.
W dwudziestoleciu międzywojennym leżały w Polsce, w województwie nowogródzkim, w powiecie baranowickim, w gminie Darewo. W 1921 Krahle liczyły 211 mieszkańców, zamieszkałych w 37 budynkach, w tym 206 Białorusinów i 5 Polaków. 206 mieszkańców było wyznania prawosławnego i 5 mojżeszowego. Dębina liczyła zaś 25 mieszkańców, zamieszkałych w 4 budynkach, wyłącznie Polaków. 20 mieszkańców było wyznania rzymskokatolickiego i 5 prawosławnego.
Po II wojnie światowej w granicach Związku Sowieckiego. Od 1991 w niepodległej Białorusi.